# Isla Ronde
La Isla Ronde (en inglés: Ronde Island) es una pequeña isla del sureste del mar Caribe que geográficamente pertenece a las Pequeñas Antillas y al archipiélago de las Granadinas y administrativamente al país insular de Granada. Se encuentra al sur de la Isla de Carriacou y al norte de la isla principal llamada también Granada.
Está prácticamente deshabitada y posee unos 8.1 km² de superficie; se la considera una de las "islas privadas" del Caribe.
Cerca de sus costas se encuentra el Kick-'Em-Jenny, un volcán submarino muy activo.